# U-63号潜艇 (1916年)
陛下之63号潜艇是德意志帝国海军建造的一艘潜艇或称U艇。它由基尔的日耳曼尼亚船厂承建，于1916年2月8日下水，至同年3月11日交付使用。U-63号是在第一次世界大战期间服役的329艘德国潜艇之一，曾参加过大西洋和地中海潜艇战。在其十二次巡逻中，共击沉协约国或中立国的69艘商船（192145总吨）和1艘军舰（5250吨）。战后，U-63号于1919年1月16日被引渡至英国正式投降，并于1919年至1920年间在布莱斯拆解报废。

## 设计
U-63至U-65号批次的柴油发动机最初是由俄罗斯帝国海军所订购。然而，随着第一次世界大战的爆发，它们被德意志帝国海军没收，并在此基础上建造了简化壳体的三艘潜艇。由于它们的技术参数与早前同厂生产的U-51至U-56号大致相同，故而也被归类为战时动员型潜艇。
U-63号的全长为68.36米；舷宽6.30米，当中的耐压壳体宽为4.15米；有4.04米的吃水深度。其水上排水量为810吨，水下为927吨。艇只搭载有可在水上使用的两台猛狮六缸四冲程柴油发动机，总功率为2,200匹公制馬力（1,618千瓦特）；以及可在水下使用的西门子-舒克特双电动发电机，总功率为1,200匹公制馬力（883千瓦特）。这些发动机用以驱动双轴、每根轴各一个的直径1.6米长螺旋桨，从而使艇只在水上的最高速度达16.5節（30.6每小時），在水下的最高航速则为9節（17每小時）。艇只可以8節（15每小時）的速度在水上巡航9,170海里（16,980），或以5節（9.3每小時）的速度在水下巡航60海里（110）。它的潜航深度为50米。
U-63号装备了四具直径为500毫米的鱼雷发射管，其中艏、艉各两具，并可携带合共八枚鱼雷；作为辅助武器的甲板炮则是两门88毫米30倍径速射炮。其标准船员编制为4名军官及32名水兵。

## 历史
U-63号是由德意志帝国海军于1915年5月17日向基尔的日耳曼尼亚船厂订购，但它早于同年4月30日便已开始铺设龙骨。艇只于1916年2月8日下水，至同年3月11日在首任艇长、海军上尉奥托·舒尔策的指挥下正式交付使用，并被编入第四潜艇区舰队服役。除舒尔策外，海因里希·梅茨格上尉（1917年8月28日－10月14日）和库尔特·哈特维希上尉（1917年12月25日－1918年11月11日）也曾担任过U-63号艇长。
第一次世界大战期间，U-63号曾先后隶属于第四区舰队和普拉区舰队（后称地中海区舰队），在北大西洋东部和地中海进行过十二次巡逻，共击沉容积总吨达192145吨的69艘协约国或中立国商船、以及1艘排水量为5250吨的军舰：1916年8月20日，前一天才遭U-66号击伤的英国皇家海军轻巡洋舰法尔茅斯号，在英格兰东岸的弗兰伯勒岬附近又被U-63号发射的鱼雷击沉，11名船员在此过程中丧生。若以击沉总吨位计算，U-63号在第一次世界大战取得最多战功的德国远洋潜艇中排名第六。
在地中海服役过程中，U-63号的巡逻范围曾至埃及沿海，并于1917年3月26日击沉了小型帆船L·拉赫马尼齐号（L. Rahmanich）。被U-63号击沉的最大型船舶则是容积为14348总吨的英国远洋客轮特兰西瓦尼亚号，当时它正在日本驱逐舰松号和榊号的护航下，满载着部队从马赛驶向亚历山大港。1917年5月4日上午10点，特兰西瓦尼亚号在利古里亚海的瓦多岬以南约2.2海里（4.1）处，被U-63号远距离发射的鱼雷击中左舷轮机舱。松号随即赶到与特兰西瓦尼亚号并行并转运部队，而榊号则在潜艇周边环行游弋，迫使潜艇保持潜航。20分钟后，U-63号发射的第二枚鱼雷径直奔向松号，后者以全速倒车，躲过一劫。鱼雷于是再度击中特兰西瓦尼亚号，致使其当即沉没。10名船员及其搭载的29名军官和373名士兵均告罹难。
U-63号在战争中幸存了下来，没有被击沉。战后，根据对德停战协议的要求，该艇于1919年1月16日移交英国，并在哈维奇正式向协约国投降。从1919年至1920年间，U-63号最终在布莱斯拆解报废。

## 袭击历史摘要

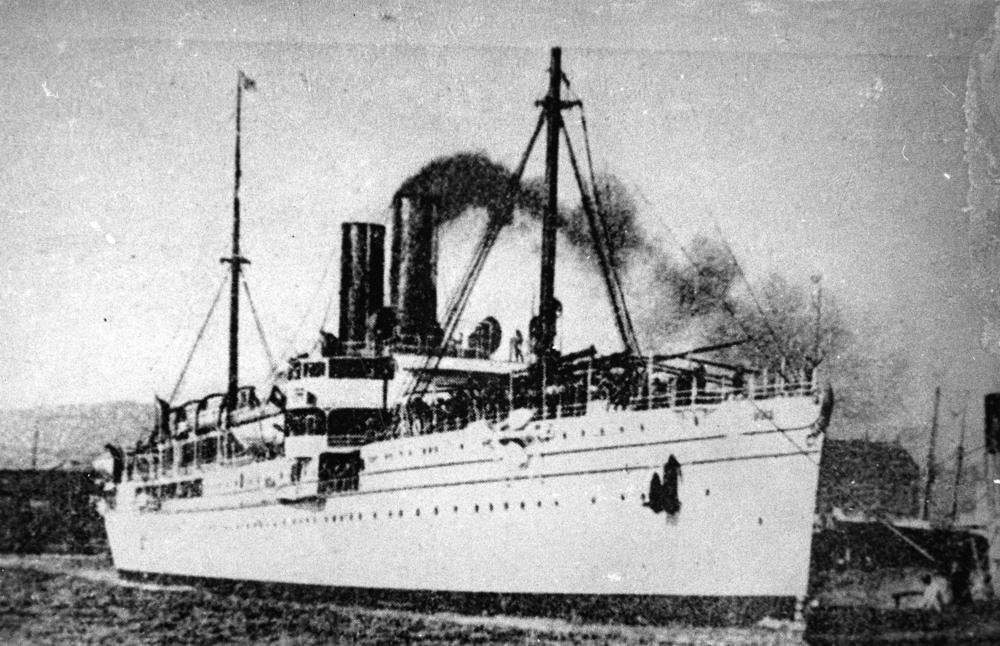
法国客轮，击沉于1916年12月11日

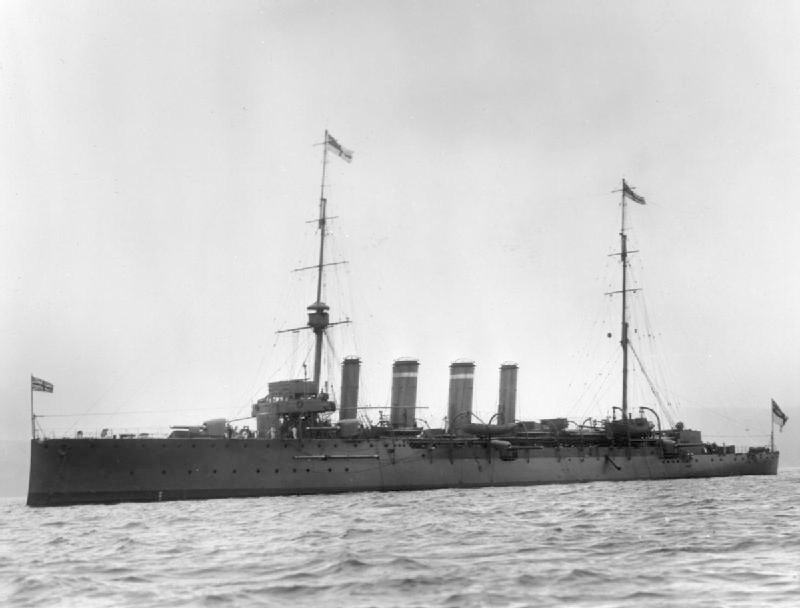
英国轻巡洋舰法尔茅斯号轻巡洋舰，击沉于1916年8月20日

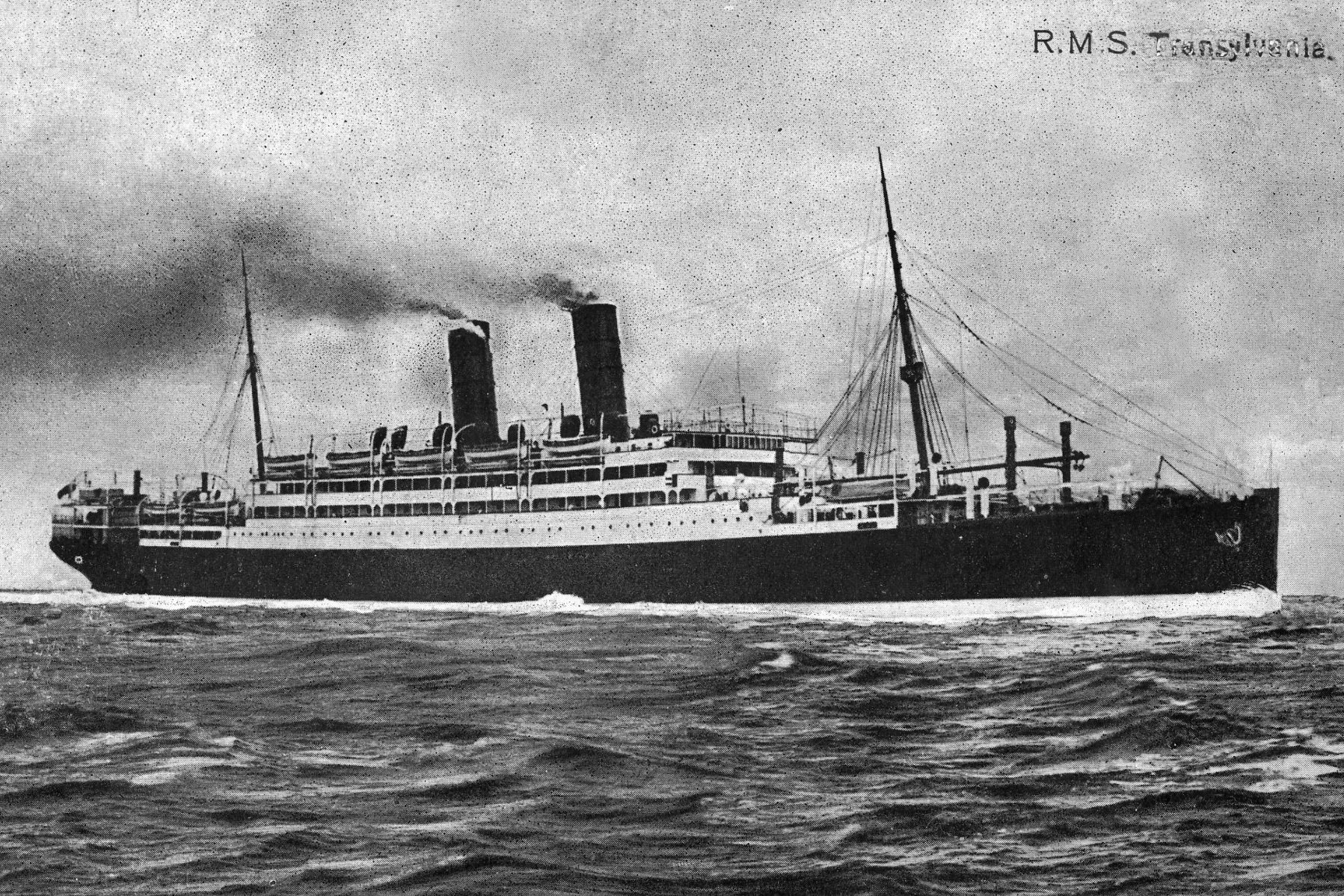
英国客轮特兰西瓦尼亚号客轮 (1914年)，击沉于1917年5月4日

| 日期           | 船名                        | 船籍           | 吨位  | 结局 |
| -------------- | --------------------------- | -------------- | ----- | ---- |
| 1916年7月4日   | 迷迭香号                    | 英國皇家海軍   | 1250  | 击伤 |
| 1916年8月20日  | 法尔茅斯号                  | 英國皇家海軍   | 5250  | 击沉 |
| 1916年10月23日 | 贝雷奥克斯号                | 英国           | 3009  | 击沉 |
| 1916年10月28日 | 拉瑙号                      | 美国           | 692   | 击沉 |
| 1916年10月28日 | 皮雷河号                    | 英国           | 3561  | 击沉 |
| 1916年10月28日 | 塞勒涅号                    | 意大利         | 3955  | 击沉 |
| 1916年10月28日 | 托斯达尔号                  | 挪威           | 3621  | 击沉 |
| 1916年10月29日 | 马萨利亚号                  | 希腊           | 2186  | 击沉 |
| 1916年10月29日 | 麦罗埃号                    | 英国           | 3552  | 击沉 |
| 1916年10月29日 | 都灵号                      | 英国           | 1850  | 击沉 |
| 1916年10月31日 | 德尔托号                    | 挪威           | 3193  | 击沉 |
| 1916年10月31日 | 费代尔塔号                  | 意大利         | 1906  | 击沉 |
| 1916年11月27日 | 莫德·拉尔森号               | 英国           | 1222  | 击沉 |
| 1916年11月28日 | 西古尔德号                  | 丹麦           | 2119  | 击沉 |
| 1916年11月30日 | 罗马号                      | 英国           | 125   | 击沉 |
| 1916年12月2日  | 路易吉·C号                  | 意大利         | 71    | 击沉 |
| 1916年12月2日  | 罗马号                      | 意大利         | 643   | 击沉 |
| 1916年12月3日  | 佩鲁贾号                    | 英國皇家海軍   | 4348  | 击沉 |
| 1916年12月5日  | 格里戈里奥斯·安格赫拉托斯号 | 希腊           | 3635  | 击沉 |
| 1916年12月11日 | 麦哲伦号                    | 法國           | 6027  | 击沉 |
| 1916年12月11日 | 西奈号                      | 法國           | 4624  | 击沉 |
| 1917年3月25日  | 韦洛尔号                    | 英国           | 4926  | 击沉 |
| 1917年3月26日  | L·拉赫马尼齐号              | 埃及           | 79    | 击沉 |
| 1917年4月1日   | 赞比西号                    | 英国           | 3759  | 击沉 |
| 1917年4月4日   | 玛吉特号                    | 英国           | 2490  | 击沉 |
| 1917年4月5日   | 索尔斯塔德号                | 挪威           | 4147  | 击沉 |
| 1917年4月5日   | 袋鼠号                      | 英国           | 4348  | 击伤 |
| 1917年4月28日  | 卡梅洛·帕德雷号             | 意大利         | 74    | 击沉 |
| 1917年4月28日  | 朱塞佩·帕德雷一号           | 意大利         | 102   | 击沉 |
| 1917年4月28日  | 朱塞平娜·G号                | 意大利         | 100   | 击沉 |
| 1917年4月28日  | 两兄弟号                    | 意大利         | 97    | 击沉 |
| 1917年4月28日  | 卡龙加号                    | 英国           | 4665  | 击沉 |
| 1917年4月28日  | 纳塔莱·B号                  | 意大利         | 55    | 击沉 |
| 1917年4月28日  | 圣方济各保拉号              | 意大利         | 41    | 击沉 |
| 1917年5月3日   | 华盛顿号                    | 英国           | 5080  | 击沉 |
| 1917年5月4日   | 特兰西瓦尼亚号              | 英国           | 14348 | 击沉 |
| 1917年5月5日   | 塔拉瓦号                    | 英国           | 3834  | 击伤 |
| 1917年5月7日   | 利昂王权号                  | 英国           | 3391  | 击伤 |
| 1917年5月14日  | 弗朗西斯科·拉伊奥拉号       | 意大利         | 181   | 击沉 |
| 1917年5月14日  | 伏尔加号                    | 英国           | 4404  | 击伤 |
| 1917年5月15日  | 费拉拉号                    | 意大利         | 5660  | 击伤 |
| 1917年6月22日  | 喜马拉雅号                  | 法國           | 5620  | 击沉 |
| 1917年6月23日  | 克拉奥讷号                  | 法國           | 777   | 击沉 |
| 1917年6月23日  | 卡吕普索·韦尔戈蒂号         | 希腊           | 2819  | 击沉 |
| 1917年6月26日  | 博多斯沃德号                | 英国           | 4013  | 击沉 |
| 1917年6月27日  | 东丰号                      | 英国           | 2184  | 击沉 |
| 1917年6月30日  | 阿尔柯达号                  | 意大利         | 98    | 击沉 |
| 1917年6月30日  | 恩里凯塔号                  | 意大利         | 3638  | 击沉 |
| 1917年7月1日   | 玛丽号                      | 法國           | 118   | 击沉 |
| 1917年7月2日   | 阿尔真塔里奥号              | 意大利         | 739   | 击沉 |
| 1917年7月3日   | 伊马科拉蒂娜号              | 意大利         | 54    | 击沉 |
| 1917年9月5日   | 无产者号                    | 法國           | 101   | 击沉 |
| 1917年9月11日  | 恩布尔顿号                  | 英国           | 5377  | 击沉 |
| 1917年9月12日  | 雷姆号                      | 挪威           | 1126  | 击沉 |
| 1917年9月15日  | 普拉图利亚号                | 美国           | 3445  | 击沉 |
| 1917年9月18日  | 阿伦达尔号                  | 英国           | 1387  | 击沉 |
| 1917年9月26日  | 伊拉克利奥斯号              | 希腊           | 2878  | 击沉 |
| 1917年11月5日  | 希尔达·R号                  | 英国           | 136   | 击沉 |
| 1917年11月5日  | 卡伊号                      | 丹麦           | 1391  | 击沉 |
| 1917年11月6日  | 贝弗利尔号                  | 英國皇家海軍   | 1459  | 击沉 |
| 1917年11月8日  | 屈曲花号                    | 英國皇家海軍   | 1290  | 击伤 |
| 1917年11月8日  | 本莱迪号                    | 英国           | 3931  | 击伤 |
| 1917年11月9日  | 阿德格拉米斯号              | 英国           | 4540  | 击沉 |
| 1917年11月14日 | 特罗布里奇号                | 英国           | 3712  | 击沉 |
| 1917年11月16日 | 加斯科涅人号                | 英国           | 3801  | 击沉 |
| 1917年11月16日 | 基诺号                      | 英国           | 3034  | 击沉 |
| 1917年11月18日 | 狩猎湾号                    | 英国           | 3185  | 击伤 |
| 1917年11月20日 | 卡洛·布鲁诺长官号           | 意大利         | 813   | 击沉 |
| 1917年11月21日 | 摩苏尔号                    | 法國           | 3135  | 击沉 |
| 1918年1月5日   | 里奥克拉鲁号                | 英国           | 3687  | 击沉 |
| 1918年1月8日   | 圣古列尔莫号                | 意大利         | 8145  | 击沉 |
| 1918年1月15日  | 博纳诺瓦号                  | 西班牙         | 933   | 击沉 |
| 1918年1月18日  | 玛丽亚·P号                  | 英国           | 263   | 击沉 |
| 1918年1月18日  | 波尔多城号                  | 法國           | 4857  | 击沉 |
| 1918年1月22日  | 盎格鲁-加拿大人号           | 英国           | 4239  | 击沉 |
| 1918年1月22日  | 曼彻斯特纺织者号            | 英国           | 4247  | 击沉 |
| 1918年5月19日  | 萨克斯尔比号                | 英国           | 3630  | 击伤 |
| 1918年5月19日  | 斯诺登山号                  | 英国           | 3189  | 击沉 |
| 1918年5月24日  | 爱丽霞号                    | 英国           | 6397  | 击伤 |
| 1918年5月30日  | 安提诺乌斯号                | 英国           | 3682  | 击伤 |
| 1918年5月30日  | 亚洲王子号                  | 英国           | 2887  | 击沉 |
| 1918年5月30日  | 艾默里克号                  | 英国           | 4363  | 击沉 |
| 1918年8月11日  | 阿德莱德城号                | 英国           | 8389  | 击沉 |
| 1918年8月12日  | G6号                        | 意大利皇家海军 | 213   | 击沉 |
| 1918年8月24日  | 棘冠螺号                    | 英国           | 5238  | 击伤 |
| 1918年10月16日 | 军事会议号                  | 英国           | 5875  | 击沉 |

## 脚注
1. ↑  Gröner，第8–10頁.
2. 1 2  Helgason, Guðmundur. . German and Austrian U-boats of World War I - Kaiserliche Marine - Uboat.net.   [2014-11-25].
3. 1 2  Helgason, Guðmundur. . German and Austrian U-boats of World War I - Kaiserliche Marine - Uboat.net.   [2014-11-25].
4. 1 2  Helgason, Guðmundur. . German and Austrian U-boats of World War I - Kaiserliche Marine - Uboat.net.   [2014-11-25].
5. 1 2 3  陈进，第71頁.
6. ↑  Herzog，第48頁.
7. ↑  Herzog，第139頁.
8. ↑  Herzog，第68頁.
9. ↑  Herzog，第120頁.
10. ↑  Helgason, Guðmundur. . German and Austrian U-boats of World War I - Kaiserliche Marine - Uboat.net.   [2021-09-28].
11. ↑  Herzog，第107頁.
12. ↑  Helgason, Guðmundur. . German and Austrian U-boats of World War I - Kaiserliche Marine - Uboat.net.   [2021-09-28].
13. ↑  Helgason, Guðmundur. . German and Austrian U-boats of World War I - Kaiserliche Marine - Uboat.net.   [2021-09-28].
14. ↑  . Clydebuilt Ships Database.   [2008-06-18]. 原始内容存档于2006-01-07.
15. ↑  Herzog，第90頁.
16. ↑  Helgason, Guðmundur. . German and Austrian U-boats of World War I - Kaiserliche Marine - Uboat.net.   [2014-11-25].